# Ropatal

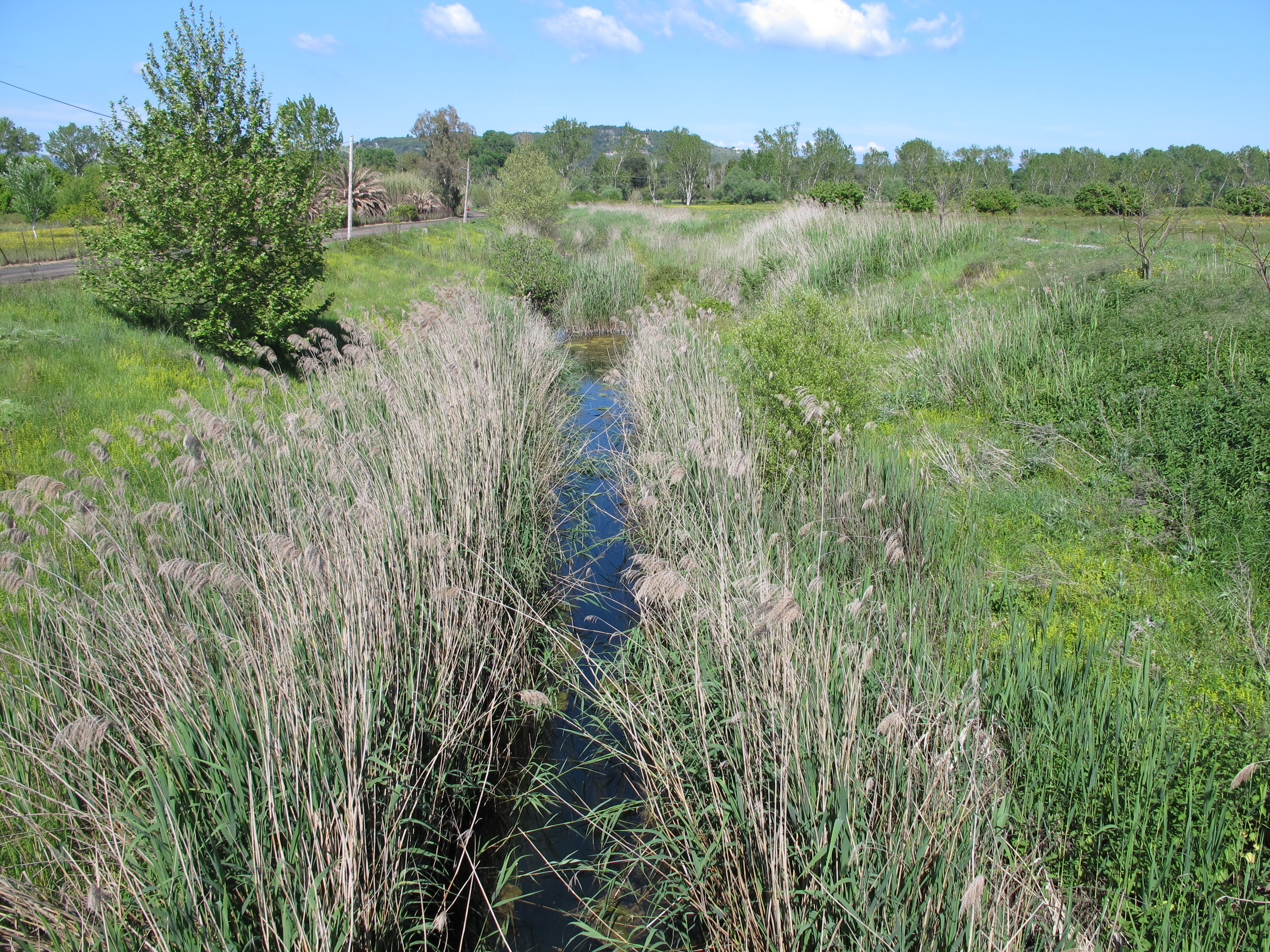
Das Ropatal nahe der Mündung

Das Ropatal ist ein Feuchtgebiet auf der Insel Korfu. Das etwa 1 Hektar große Gebiet entstand durch die Trockenlegung eines Sees. Es liegt in der Mitte der Insel und ist von Kanälen und Bewässerungsgräben durchzogen, die das Regenwasser in den Fluss Ropa leiten. Dieser wiederum fließt bei Ermones in das ionische Meer. Das Ropatal ist ein bedeutendes Habitat für Wildtiere, vor allem Vögel, Amphibien, Fische und Reptilien. So finden sich hier Sumpfschildkröten und diverse Froscharten. Aber auch Säugetiere, wie Wiesel, Fuchs, Otter und Igel sind im Ropatal heimisch.

## Golfplatz
Im Ropatal befindet sich ein Golfplatz. Es handelt sich um eine 18-Loch-Anlage mit einem Par von 72. Der Golfkurs wurde 1971 eröffnet und von dem englischen Architekten Donald Leslie Harradine entworfen.